# NGC 417
NGC 417 è una galassia lenticolare di classe SAB0- situata nella costellazione della Balena.
Fu scoperta nel 1886 da Francis Leavenworth.